# Jo Bonnier

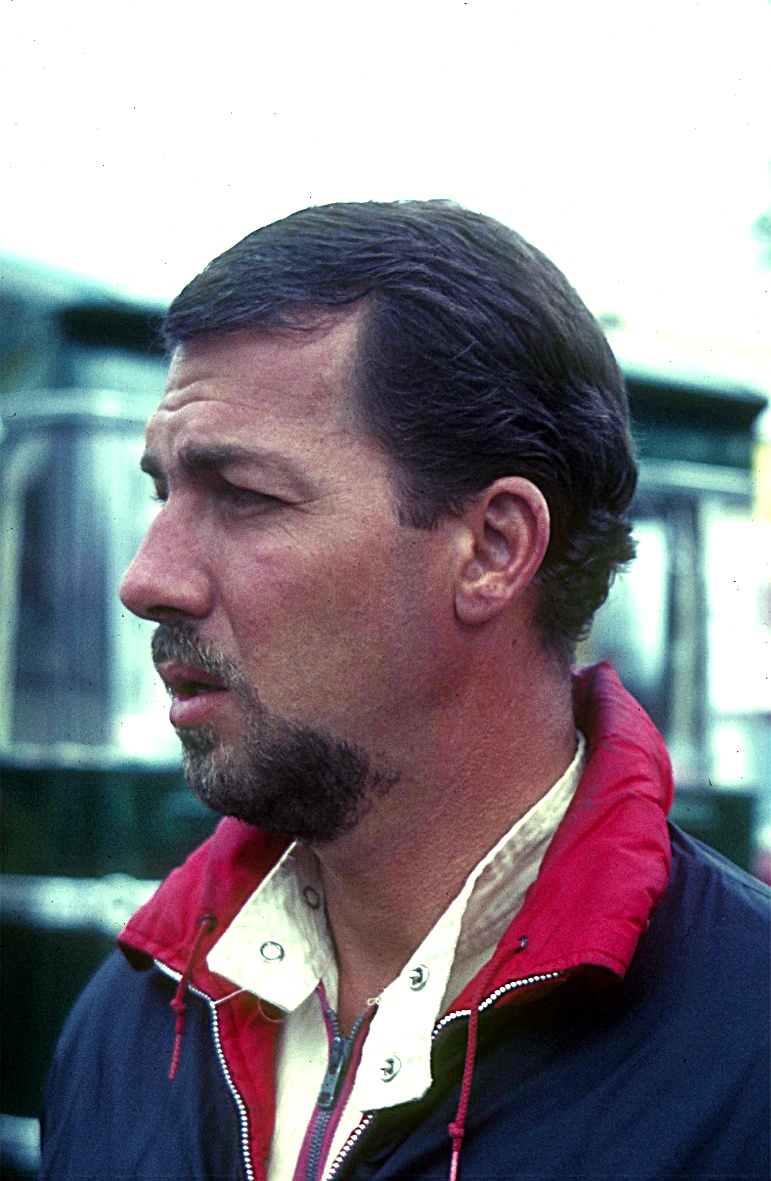
Jo Bonnier

Joakim "Jo" Bonnier (Stockholm, 31 januari 1930 – Le Mans, 11 juni 1972) was een Zweeds Formule 1-coureur tussen 1956 en 1971. Hij startte 104 van de 108 Grands Prix waar hij voor ingeschreven stond voor de teams Maserati, Scuderia Centro Sud, Jokaim Bonnier Racing Team, Giorgio Scarlatti, Owen Racing Organisation, Porsche, Rob Walker Racing Team, Anglo-Suisse Racing, Brabham en Ecurie Bonnier.
Joakim was ook de peetvader van Formule 1-coureur Damon Hill.
Zijn enige Formule-1 overwinning was de Grand Prix van Nederland van 1959. Hij liet het leven tijdens de 24 uur van Le Mans in 1972.

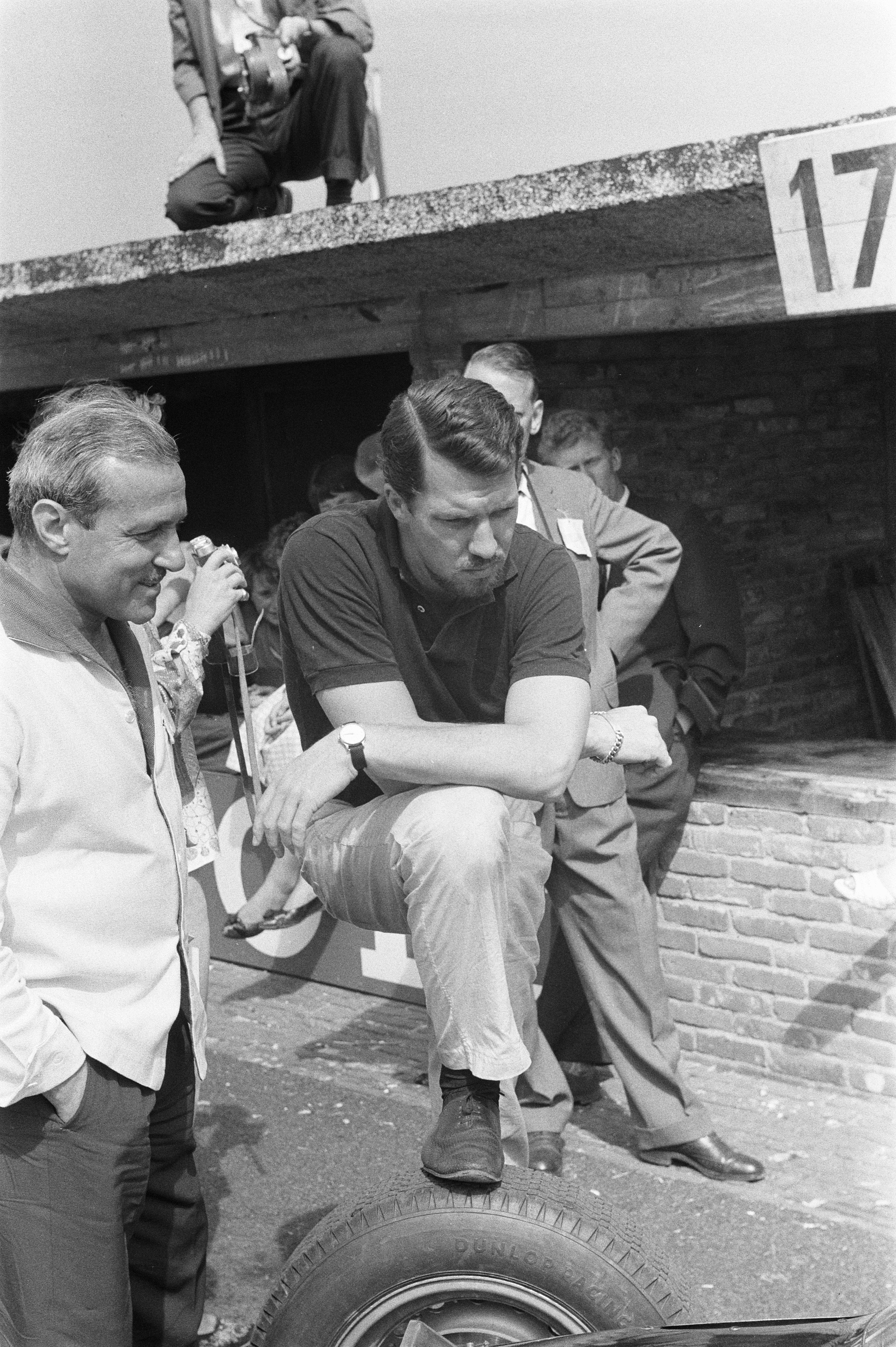
Jo Bonnier (midden) tijdens de GP van Nederland 1960.